# پیتر گینس
پیتر گینس (انگلیسی: Peter Guinness؛ زادهٔ ۳ مهٔ ۱۹۵۰) بازیگر اهل بریتانیا است. وی از سال ۱۹۷۹ میلادی تاکنون مشغول فعالیت بوده‌است.
از فیلم‌ها یا برنامه‌های تلویزیونی که وی در آن نقش داشته است، می‌توان به سنچوریون، پنهان، زن سیاه‌پوش، خطاهای نرم‌افزاری و رولت آمریکایی اشاره کرد.